# Polycentropus interruptus
Polycentropus interruptus là một loài Trichoptera trong họ Polycentropodidae. Chúng phân bố ở miền Tân bắc.